# لیکسی‌واپتان
لیکسی‌واپتان (انگلیسی: Lixivaptan) یک آنتاگونیست انتخابی گیرنده وازوپرسین ۲ غیر پپتیدی است که به صورت خوراکی فعال است و در مرحله توسعه بالینی فاز III برای درمان بیماری کلیه پلی کیستیک غالب اتوزومی (ADPKD)، رایج‌ترین شکل بیماری کلیه پلی کیستیک است.  

## مکانیسم عمل
لیکسی‌واپتان یک آنتاگونیست گیرنده وازوپرسین انتخابی، غیرپپتیدی و قوی اس
است. این دارو یکی از اعضای گروه داروهای واپتان است.

## هیپوناترمی
آنتاگونیست‌های گیرنده V2 اتصال آرژنین وازوپرسین به گیرنده وازوپرسین ۲ (V2R) را در سلول‌های اپیتلیال لوله‌ای کلیه مهار می‌کنند، در نتیجه اثر خالص آکوارزیس یا دفع آب بدون الکترولیت دارند. این ویژگی واپتان ها استفاده از آنها را به عنوان درمانی برای درمان هیپوناترمی اوولمیک و هیپرولمیک توضیح می‌دهد.